# 豆腐酿
豆腐酿，又称酿豆腐，是流行于中国两广，湖南，福建等地的一种豆製品，深受人们的喜爱。

## 食材
豆腐酿的制作原料包括，新鲜的南豆腐（即采用添加石膏做的水豆腐），肉馅，卤汁。肉馅可由纯猪肉、纯鸡肉、纯牛肉佐以葱、韭菜等做成，也可以在上述肉类中添加鱼肉等其它肉类为辅，别有一番风味。

## 烹调手法和分类
根据制作手法和结构的不同，豆腐酿可分为三种。
- 第一种是在豆腐中塞进肉馅而制成；
- 第二种是把豆腐打碎，包裹住肉馅而制成；
- 第三种是把整块豆腐切成若干薄片，在两片豆腐中间夹以肉馅而制成。

前两种都是放在锅裡蒸熟然后浇上卤汁而做成的。第三种可以采用前两种的做法，但大多数是把其放到油锅裡煎熟，然后在浇上卤汁。因为豆腐易碎，因此第三种做法是要求有一定的技术含量的。

## 区别
豆腐酿与豆腐干酿肉或油豆腐酿肉不能混为一谈，不仅仅是食材的不同，连烹调手法也不同，后两者往往是老火煲熟的。从食材和制作过程来讲，前者更为健康。

## 外部連結
- 豆腐酿譜